# Athlītikos Syllogos Arīs Thessalonikīs 2024-2025

## Stagione
La stagione 2024-2025 vede la 60ª partecipazione in massima serie greca dell'Aris Salonicco, nonché la settima consecutiva, che conferma in panchina il tecnico Apostolos Mantzios. La squadra di Salonicco, dopo aver concluso il campionato precedente in quinta posizione non si qualifica ad alcuna competizione europea. Il 18 agosto la squadra di Mantzios esordisce contro l'Atromītos, in campionato, impattando per 1-1. Il 25 settembre l'Aris supera il quarto turno di Coppa di Grecia, battendo a domicilio per 1-0 l'Ethnikos Pireo. Il 29 settembre l'andata del derby di Salonicco volge a favore dell'undici di Mantzios, che supera il PAOK per una rete a zero.
Il 27 ottobre, dopo l'1-1 in casa del Panathīnaïkos l'Aris si ritrova primo in solitaria nella classifica del campionato greco. Il 3 dicembre l'Aris viene eliminato agli ottavi di finale di Coppa di Grecia per mano dell'AEK Atene, che si aggiudica il doppio confronto con un risultato aggregato di 2-1. La squadra di Mantzios termina il girone di andata con tre sconfitte consecutive, ritrovando la vittoria alla 14ª giornata contro l'Atromitos. In seguito al periodo negativo in campionato e all'eliminazione dalla coppa nazionale, il 9 dicembre Mantzios viene sollevato dall'incarico di allenatore. Il 12 dicembre viene ufficializzato l'ingaggio di Marinos Ouzounidīs.
Il 23 dicembre, con la sconfitta per 2-1 sul campo dell'Asteras Tripolīs, si conclude il 2024 dell'Aris con la squadra fortemente contestata dalla tifoseria. Il 9 marzo si conclude il girone di ritorno dell'Aris che, col quinto posto in classifica, disputerà la poule di qualificazione in UEFA Conference League 2025-2026. Il 10 maggio termina la stagione dell'Aris Salonicco che, vincendo agilmente la poule, trova la qualificazione ai turni preliminari di Conference League in virtù della sconfitta dell'OFI Creta in finale di Coppa di Grecia.

## Maglie e sponsor
Lo sponsor tecnico per la stagione 2024-2025 è Kappa, mentre lo sponsor ufficiale è NoviBet.
|  | Casa |  | Trasferta |  | Terza maglia |

## Rosa
Rosa e numerazione tratte dal sito ufficiale.
| N. |                       | Ruolo | Calciatore                   |
| -- | --------------------- | ----- | ---------------------------- |
| 4  | Brasile (bandiera)    | D     | Fabiano Leismann             |
| 5  | Ecuador (bandiera)    | C     | José Cifuentes               |
| 6  | Spagna (bandiera)     | C     | Manu García                  |
| 7  | Danimarca (bandiera)  | C     | Pione Sisto                  |
| 8  | Spagna (bandiera)     | C     | Monchu                       |
| 9  | Costa Rica (bandiera) | A     | Álvaro Zamora                |
| 10 | Grecia (bandiera)     | C     | Giannīs Fetfatzidīs          |
| 11 | Ecuador (bandiera)    | C     | Kike Saverio                 |
| 14 | Rep. Ceca (bandiera)  | D     | Jakub Brabec (vice capitano) |
| 16 | Rep. Ceca (bandiera)  | C     | Vladimír Darida              |
| 17 | Rep. Ceca (bandiera)  | D     | Martin Frýdek                |
| 18 | Argentina (bandiera)  | D     | Valentino Fattore            |
| 19 | Svezia (bandiera)     | A     | Robin Quaison                |
| 20 | Svezia (bandiera)     | P     | Filip Sidklev                |
| 21 | Spagna (bandiera)     | C     | Rubén Pardo                  |
| 22 | Spagna (bandiera)     | D     | Hugo Mallo                   |

| N. |                      | Ruolo | Calciatore               |
| -- | -------------------- | ----- | ------------------------ |
| 23 | Spagna (bandiera)    | P     | Julián Cuesta (capitano) |
| 24 | Serbia (bandiera)    | D     | Marko Kerkez             |
| 25 | Senegal (bandiera)   | C     | Mamadou Gning            |
| 27 | Spagna (bandiera)    | D     | Juankar                  |
| 28 | Brasile (bandiera)   | A     | Dudu Rodrigues           |
| 30 | Camerun (bandiera)   | C     | Jean Jules               |
| 31 | Grecia (bandiera)    | P     | Konstantinos Kyriazis    |
| 33 | Spagna (bandiera)    | D     | Martín Montoya           |
| 37 | Marocco (bandiera)   | D     | Hamza Mendyl             |
| 44 | Spagna (bandiera)    | D     | Fran Vélez               |
| 77 | Grecia (bandiera)    | C     | Michail Panagidis        |
| 70 | Croazia (bandiera)   | C     | Dario Špikić             |
| 80 | Spagna (bandiera)    | A     | Loren Morón              |
| 92 | Mauritius (bandiera) | D     | Lindsay Rose             |
| 93 | Russia (bandiera)    | A     | Magomed-Šapi Sulejmanov  |
| 99 | Senegal (bandiera)   | C     | Clayton Diandy           |

## Calciomercato

### Sessione estiva
| Acquisti         | Acquisti                | Acquisti              | Acquisti                   |
| R.               | Nome                    | da                    | Modalità                   |
| ---------------- | ----------------------- | --------------------- | -------------------------- |
| P                | Filip Sidklev           | Brommapojkarna        | definitivo (0,6 milioni €) |
| D                | Martin Frýdek           | Lucerna               | gratuito                   |
| D                | Hugo Mallo              | Internacional         | gratuito                   |
| D                | Juankar                 | Panathīnaïkos         | gratuito                   |
| C                | José Cifuentes          | Rangers               | prestito                   |
| C                | Clayton Diandy          | Espoirs de Guédiawaye | ?                          |
| C                | Monchu                  | Real Valladolid       | definitivo (3,6 milioni €) |
| C                | Pione Sisto             | Alanyaspor            | ?                          |
| A                | Robin Quaison           |                       | svincolato                 |
| A                | Magomed-Šapi Sulejmanov | Krasnodar             | definitivo (1 milione €)   |
| Altre operazioni |                         |                       |                            |
| R.               | Nome                    | da                    | Modalità                   |
| P                | Maksym Koval'           | Kalamata              | fine prestito              |
| C                | Domagoj Pavičić         | Dinamo Bucarest       | fine prestito              |
| A                | Geōrgios Pamlidīs       | PAS Giannina          | gratuito                   |

| Cessioni         | Cessioni                   | Cessioni    | Cessioni                   |
| R.               | Nome                       | a           | Modalità                   |
| ---------------- | -------------------------- | ----------- | -------------------------- |
| P                | Eleutherios Choutesiōtīs   | Atromītos   | gratuito                   |
| D                | Geōrgios Delīzīsīs         |             | ritirato                   |
| D                | Franco Ferrari             | Volo        | gratuito                   |
| D                | Rónald Matarrita           | Alajuelense | gratuito                   |
| D                | Moses Odubajo              | AEK Atene   | definitivo (1 milione €)   |
| C                | Lazaros Christodoulopoulos |             | svincolato                 |
| C                | Cheick Doukouré            |             | svincolato                 |
| C                | Neven Đurasek              | Debrecen    | gratuito                   |
| C                | Lukas Rupp                 |             | svincolato                 |
| C                | Birger Verstraete          | OH Lovanio  | definitivo (0,2 milioni €) |
| A                | Karim Ansarifard           |             | svincolato                 |
| A                | Jewison Bennette           | Sunderland  | fine prestito              |
| A                | David Moberg Karlsson      | Urawa Reds  | fine prestito              |
| Altre operazioni |                            |             |                            |
| R.               | Nome                       | a           | Modalità                   |
| P                | Maksym Koval'              | Elimaı      | gratuito                   |
| C                | Domagoj Pavičić            | Sarajevo    | prestito                   |
| A                | Nikos Bekiaridis           | GAS Veria   | gratuito                   |
| A                | Geōrgios Pamlidīs          | Kalamata    | prestito                   |
| A                | Magomed-Šapi Sulejmanov    | Krasnodar   | fine prestito              |

### Sessione invernale
| Acquisti         | Acquisti       | Acquisti              | Acquisti                   |
| R.               | Nome           | da                    | Modalità                   |
| ---------------- | -------------- | --------------------- | -------------------------- |
| D                | Marko Kerkez   | Partizan              | ?                          |
| D                | Hamza Mendyl   | OH Lovanio            | gratuito                   |
| C                | Mamadou Gning  | Espoirs de Guédiawaye | ?                          |
| C                | Dario Špikić   | Dinamo Zagabria       | prestito                   |
| A                | Dudu Rodrigues | Černo More Varna      | definitivo (1,5 milioni €) |
| Altre operazioni |                |                       |                            |
| R.               | Nome           | da                    | Modalità                   |

| Cessioni         | Cessioni                | Cessioni      | Cessioni                   |
| R.               | Nome                    | a             | Modalità                   |
| ---------------- | ----------------------- | ------------- | -------------------------- |
| C                | Manu García             | Sporting K.C. | definitivo (3,6 milioni €) |
| A                | Magomed-Šapi Sulejmanov | Sporting K.C. | definitivo (2,4 milioni €) |
| Altre operazioni |                         |               |                            |
| R.               | Nome                    | a             | Modalità                   |
| C                | Georgios Agorastos      |               | svincolato                 |

## Risultati

### Souper Ligka Ellada

#### Girone di andata
| Arbitro: | Tsakalidis |

|                  |           |                     |
| Warda 74’ (rig.) | Marcatori | 66’ (aut.) Brorsson |

| Arbitro: | Tsimenteridis |

|  |           |               |
|  | Marcatori | 35’ Cifuentes |

| Arbitro: | Papadopoulos |

|           |           |           |
| Loren 63’ | Marcatori | 81’ Regis |

| Arbitro: | Sidīropoulos |

|                                              |           |                              |
| Jung 21’ (rig.) Lampropoulos 57’ Salcedo 82’ | Marcatori | 68’ (rig.), 88’ (rig.) Loren |

| Arbitro: | Pairetto |

|                   |           |                |
| Manu 3’ Loren 41’ | Marcatori | 90+6’ El Kaabi |

| Arbitro: | Osmers |

|  |           |          |
|  | Marcatori | 63’ Manu |

| Arbitro: | Zampalas |

|               |           |  |
| Loren 4’, 44’ | Marcatori |  |

| Arbitro: | Tsagarakis |

|                     |           |  |
| Brabec 65’ Manu 88’ | Marcatori |  |

| Arbitro: | Zwayer |

|          |           |           |
| Tetê 33’ | Marcatori | 72’ Loren |

| Arbitro: | Tzilos |

|                              |           |          |
| Šapi 9’ Monchu 33’ Loren 63’ | Marcatori | 30’ Zini |

| Arbitro: | Tsimenteridis |

|                                  |           |          |
| Pantelakīs 17’ Mpelevōnis 90+10’ | Marcatori | 41’ Manu |

| Arbitro: | Tsagarakis |

|  |           |            |
|  | Marcatori | 36’ Koszta |

| Arbitro: | Veríssimo |

|                                                             |           |  |
| Moukoudi 17’ Martial 45’ (rig.) Levi García 58’ Pierrot 89’ | Marcatori |  |

#### Girone di ritorno
| Arbitro: | Evangelou |

|                                 |           |           |
| Hugo Mallo 14’ Loren 36’ (rig.) | Marcatori | 53’ Warda |

| Arbitro: | Polychronis |

|            |           |  |
| Zamora 85’ | Marcatori |  |

| Arbitro: | Katsikogiannis |

|                           |           |            |
| Jablonski 59’ Macheda 76’ | Marcatori | 30’ Zamora |

| Arbitro: | Tzilos |

|  |           |                    |
|  | Marcatori | 58’ Borja 70’ Jung |

| Arbitro: | Nyberg |

|                      |           |           |
| Kōstoulas 50’, 90+6’ | Marcatori | 35’ Loren |

| Salonicco 19 gennaio 2025, ore 18:00 CET 19ª giornata | Arīs Salonicco | 0 – 0 referto | PAOK | Stadio Kleanthis Vikelidis (10 558 spett.)\| Arbitro: \| Stegemann \| |
| Arbitro:                                              | Stegemann      |               |      |                                                                       |

| Arbitro: | Evangelou |

|  |           |                |
|  | Marcatori | 66’, 79’ Loren |

| Arbitro: | Tsiaras |

|  |           |            |
|  | Marcatori | 22’ Mendyl |

| Arbitro: | Osmers |

|                              |           |  |
| Saverio 43’ Loren 50’ (rig.) | Marcatori |  |

| Arbitro: | Vergetis |

|                                                     |           |                      |
| Tsapras 21’ Erramuspe 51’ Symelidīs 54’ Pedrozo 79’ | Marcatori | 29’ (aut.) Erramuspe |

| Arbitro: | Sidīropoulos |

|                      |           |             |
| Loren 13’ Monchu 30’ | Marcatori | 61’ S. Díaz |

| Arbitro: | Papadopoulos |

|                 |           |                  |
| Hermannsson 71’ | Marcatori | 66’ (rig.) Loren |

| Salonicco 9 marzo 2025, ore 18:00 CET 26ª giornata | Arīs Salonicco | 0 – 0 referto | AEK Atene | Stadio Kleanthis Vikelidis (5 281 spett.)\| Arbitro: \| Siebert \| |
| Arbitro:                                           | Siebert        |               |           |                                                                    |

#### Poule Conference League
| Arbitro: | Fotias |

|  |           |                        |
|  | Marcatori | 37’ Brabec 58’ Saverio |

| Arbitro: | Katsikogiannis |

|                         |           |  |
| Loren 61’ (rig.), 90+3’ | Marcatori |  |

| Arbitro: | Sidīropoulos |

|            |           |  |
| Brabec 77’ | Marcatori |  |

| Arbitro: | Tsakalidis |

|          |           |             |
| Baku 74’ | Marcatori | 45+1’ Loren |

| Arbitro: | Tzilos |

|                 |           |            |
| Lampropoulos 6’ | Marcatori | 89’ Špikić |

| Arbitro: | Polychronis |

|                                     |           |                            |
| Špikić 12’ Monchu 23’ Dudu 56’, 77’ | Marcatori | 72’ (aut.) Brabec 89’ Okoh |

### Coppa di Grecia
| Arbitro: | Katikos |

|  |           |            |
|  | Marcatori | 31’ Darida |

| Arbitro: | Sidīropoulos |

|               |           |  |
| Martial 45+1’ | Marcatori |  |

| Arbitro: | Fotias |

|             |           |             |
| Loren 45+2’ | Marcatori | 80’ Martial |

## Statistiche

### Statistiche di squadra
| Competizione            | Punti | In casa | In casa | In casa | In casa | In casa | In casa | In trasferta | In trasferta | In trasferta | In trasferta | In trasferta | In trasferta | Totale | Totale | Totale | Totale | Totale | Totale | DR  |
| Competizione            | Punti | G       | V       | N       | P       | Gf      | Gs      | G            | V            | N            | P            | Gf           | Gs           | G      | V      | N      | P      | Gf     | Gs     | DR  |
| ----------------------- | ----- | ------- | ------- | ------- | ------- | ------- | ------- | ------------ | ------------ | ------------ | ------------ | ------------ | ------------ | ------ | ------ | ------ | ------ | ------ | ------ | --- |
| Souper Ligka Ellada     | 42    | 13      | 8       | 3       | 2       | 17      | 8       | 13           | 4            | 3            | 6            | 14           | 20           | 26     | 12     | 6      | 8      | 31     | 28     | +3  |
| Poule Conference League | 35    | 3       | 3       | 0       | 0       | 7       | 2       | 3            | 1            | 2            | 0            | 4            | 2            | 6      | 4      | 2      | 0      | 11     | 4      | +7  |
| Coppa di Grecia         | -     | 1       | 0       | 1       | 0       | 1       | 1       | 2            | 1            | 0            | 1            | 1            | 1            | 3      | 1      | 1      | 1      | 2      | 2      | 0   |
| Totale                  | -     | 17      | 11      | 4       | 2       | 25      | 11      | 18           | 6            | 5            | 7            | 19           | 22           | 35     | 17     | 9      | 9      | 44     | 34     | +10 |

### Andamento in campionato
| Giornata  | 1 | 2 | 3 | 4 | 5 | 6 | 7 | 8 | 9 | 10 | 11 | 12 | 13 | 14 | 15 | 16 | 17 | 18 | 19 | 20 | 21 | 22 | 23 | 24 | 25 | 26 | 27 | 28 | 29 | 30 | 31 | 32 |
| --------- | - | - | - | - | - | - | - | - | - | -- | -- | -- | -- | -- | -- | -- | -- | -- | -- | -- | -- | -- | -- | -- | -- | -- | -- | -- | -- | -- | -- | -- |
| Luogo     | T | T | C | T | C | T | C | C | T | C  | T  | C  | T  | C  | C  | T  | C  | T  | C  | T  | T  | C  | T  | C  | T  | C  | T  | C  | C  | T  | T  | C  |
| Risultato | N | V | N | P | V | V | V | V | N | V  | P  | P  | P  | V  | V  | P  | P  | P  | N  | V  | V  | V  | P  | V  | N  | N  | V  | V  | V  | N  | N  | V  |
| Posizione | 5 | 2 | 4 | 6 | 6 | 4 | 2 | 1 | 1 | 1  | 2  | 5  | 5  | 5  | 5  | 5  | 5  | 5  | 6  | 6  | 5  | 5  | 5  | 5  | 5  | 5  | 5  | 5  | 5  | 5  | 5  | 5  |

Legenda:

Luogo: C = Casa; T = Trasferta. Risultato: V = Vittoria; N = Pareggio; P = Sconfitta.

### Statistiche dei giocatori
In corsivo i calciatori che hanno lasciato la squadra a stagione in corso.
| Giocatore      | Souper Ligka Ellada | Souper Ligka Ellada | Souper Ligka Ellada | Souper Ligka Ellada | Kypello Ellados | Kypello Ellados | Kypello Ellados | Kypello Ellados | Totale   | Totale | Totale      | Totale     |
| Giocatore      | Presenze            | Reti                | Ammonizioni         | Espulsioni          | Presenze        | Reti            | Ammonizioni     | Espulsioni      | Presenze | Reti   | Ammonizioni | Espulsioni |
| -------------- | ------------------- | ------------------- | ------------------- | ------------------- | --------------- | --------------- | --------------- | --------------- | -------- | ------ | ----------- | ---------- |
| J. Brabec      | 29                  | 2                   | 8                   | 0                   | 3               | 0               | 1               | 0               | 32       | 2      | 9           | 0          |
| K. Charoupas   | 1                   | 0                   | 0                   | 0                   | 0               | 0               | 0               | 0               | 1        | 0      | 0           | 0          |
| J. Cifuentes   | 29                  | 1                   | 4                   | 0                   | 2               | 0               | 0               | 0               | 31       | 1      | 4           | 0          |
| J. Cuesta      | 30                  | -25                 | 1                   | 0                   | 3               | -2              | 0               | 0               | 33       | -27    | 1           | 0          |
| C. Diandy      | 19                  | 0                   | 1                   | 0                   | 3               | 0               | 0               | 0               | 22       | 0      | 1           | 0          |
| V. Darida      | 28                  | 0                   | 5                   | 0                   | 3               | 1               | 0               | 0               | 31       | 1      | 5           | 0          |
| Dudu           | 7                   | 2                   | 1                   | 0                   | -               | -               | -               | -               | 7        | 2      | 1           | 0          |
| Fabiano        | 24                  | 0                   | 5                   | 1                   | 2               | 0               | 0               | 0               | 26       | 0      | 5           | 1          |
| V. Fattore     | 3                   | 0                   | 0                   | 0                   | 0               | 0               | 0               | 0               | 3        | 0      | 0           | 0          |
| G. Fetfatzidīs | 19                  | 0                   | 1                   | 0                   | 3               | 0               | 0               | 0               | 22       | 0      | 1           | 0          |
| M. Frýdek      | 15                  | 0                   | 4                   | 0                   | 2               | 0               | 0               | 0               | 17       | 0      | 4           | 0          |
| M. Gning       | 1                   | 0                   | 0                   | 0                   | -               | -               | -               | -               | 1        | 0      | 0           | 0          |
| Juankar        | 9                   | 0                   | 1                   | 0                   | 1               | 0               | 0               | 0               | 10       | 0      | 1           | 0          |
| J. Jules       | 4                   | 0                   | 1                   | 0                   | 1               | 0               | 0               | 0               | 5        | 0      | 1           | 0          |
| M. Kerkez      | 1                   | 0                   | 0                   | 0                   | -               | -               | -               | -               | 1        | 0      | 0           | 0          |
| K. Kyriazis    | 0                   | -0                  | 0                   | 0                   | 0               | -0              | 0               | 0               | 0        | -0     | 0           | 0          |
| Hugo Mallo     | 20                  | 1                   | 5                   | 0                   | 2               | 0               | 0               | 0               | 22       | 1      | 5           | 0          |
| Manu García    | 18                  | 4                   | 3                   | 0                   | 3               | 0               | 0               | 0               | 21       | 4      | 3           | 0          |
| H. Mendyl      | 12                  | 1                   | 3                   | 0                   | -               | -               | -               | -               | 12       | 1      | 3           | 0          |
| Monchu         | 30                  | 3                   | 9                   | 0                   | 3               | 0               | 1               | 0               | 33       | 3      | 10          | 0          |
| M. Montoya     | 23                  | 0                   | 8                   | 1                   | 3               | 0               | 1               | 0               | 26       | 0      | 9           | 1          |
| L. Morón       | 30                  | 18                  | 5                   | 0                   | 2               | 1               | 0               | 0               | 32       | 19     | 5           | 0          |
| M. Panagidis   | 0                   | 0                   | 0                   | 0                   | 0               | 0               | 0               | 0               | 0        | 0      | 0           | 0          |
| R. Pardo       | 9                   | 0                   | 1                   | 0                   | 0               | 0               | 0               | 0               | 9        | 0      | 1           | 0          |
| R. Quaison     | 11                  | 0                   | 0                   | 0                   | 1               | 0               | 0               | 0               | 12       | 0      | 0           | 0          |
| L. Rose        | 8                   | 0                   | 1                   | 1                   | 1               | 0               | 0               | 0               | 9        | 0      | 1           | 1          |
| K. Saverio     | 25                  | 2                   | 2                   | 0                   | 2               | 0               | 0               | 0               | 27       | 2      | 2           | 0          |
| F. Sidklev     | 2                   | -4                  | 0                   | 0                   | 0               | -0              | 0               | 0               | 2        | -4     | 0           | 0          |
| P. Sisto       | 20                  | 0                   | 2                   | 0                   | 3               | 0               | 0               | 0               | 23       | 0      | 2           | 0          |
| M. Šapi        | 12                  | 1                   | 2                   | 1                   | 2               | 0               | 0               | 0               | 14       | 1      | 2           | 1          |
| D. Špikić      | 12                  | 2                   | 2                   | 0                   | -               | -               | -               | -               | 12       | 2      | 2           | 0          |
| F. Vélez       | 18                  | 0                   | 6                   | 0                   | 0               | 0               | 0               | 0               | 18       | 0      | 6           | 0          |
| Á. Zamora      | 19                  | 2                   | 4                   | 1                   | 2               | 0               | 0               | 0               | 21       | 2      | 4           | 1          |